# Torreón de Igueldo

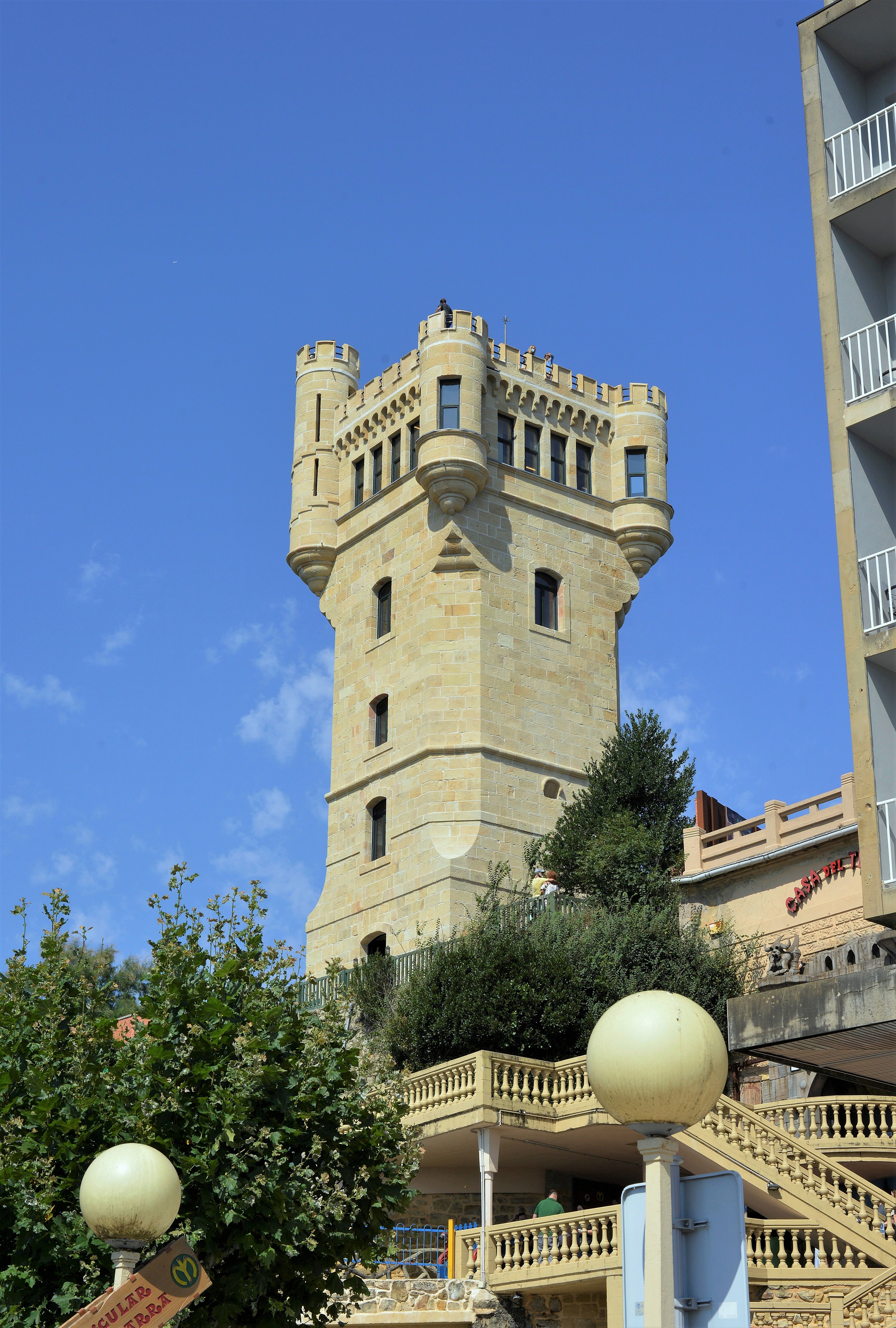
Torre de Igueldo

El torreón de Igueldo se encuentra en el municipio de San Sebastián, en la comunidad autónoma del País Vasco (España). Está situada en el monte Igueldo, a 180 metros sobre el nivel del mar, dominando visualmente la ciudad y la bahía de La Concha.
Su predecesor fue  una  torre  construida en 1758 con funciones defensivas y de faro a la navegación. Tras su deterioro  y abandono a mediados del siglo XIX ,  la Sociedad Monte Igueldo, propietaria del terreno, llevó a cabo una reconstrucción  de la torre en 1912 dejándola con su fisonomía actual.
En esta intervención se añadió una planta con grandes ventanales, transformándola en un mirador, y se construyó una terraza panorámica en la parte superior.
En la actualidad, la torre está integrada en el parque de atracciones de Igueldo, y continúa siendo uno de los principales puntos de observación paisajística de San Sebastián.

## Descripción histórica
Desde el siglo XVI se tiene constancia de la existencia en este lugar de una señal luminosa destinada a evitar los muchos naufragios que la peligrosa entrada al puerto ocasionaba. 
En 1758  el  Consulado de San Sebastián construyó un torreón  diseñado como faro conocido como La Farola, que funcionaba como faro de carbón.  Además de servir como guía para las embarcaciones que accedían al puerto, cumplía funciones militares, formando parte de la línea defensiva de la costa guipuzcoana, especialmente durante la Guerra de la Independencia a comienzos del siglo XIX.
Durante las Guerras Carlistas, el torreón sufrió un gran  deterioro, y en 1854 fue definitivamente abandonado. Un año después, en 1855, se construyó un nuevo faro en otra ubicación cercana. 
En 1912, la Sociedad Monte Igueldo, propietaria del parque de atracciones del mismo nombre, llevó a cabo una reconstrucción de la antigua torre conforme a un proyecto del arquitecto Luis Elizalde.  Se añadió una nueva planta con amplios ventanales, que funciona como mirador acristalado, y sobre esta se construyó una terraza panorámica, a la que se accede a través de dos de los cuatro torreones ornamentales que rematan el edificio.
El torreón es visible desde numerosos puntos de la ciudad, convirtiéndose en un elemento característico del paisaje donostiarra.  